# جمعية العمل المنصف
جمعية العمل المنصف (بالإنجليزية: Fair Labor Association)‏ المعروفة اختصاراً بـ FLA، هي منظمة غير ربحية وهي جهد مُشترك من الجامعات ومنظمات المجتمع المدني والشركات التي تسعى إلى التقييد بقوانين العمل الدولية والوطنية. يقع مقرها في واشنطن العاصمة. وهي مؤسسة تستخدم معايير العمل الأساسية لمنظمة العمل الدولية لتقييم ممارسات عمل عادلة في سلاسل توريد الشركة. تأسست في عام 1999 وتطورت من فرقة العمل التي أنشأها الرئيس بيل كلينتون.

## روابط خارجية
- الموقع الرسمي